# Georg Arnold Jacobi

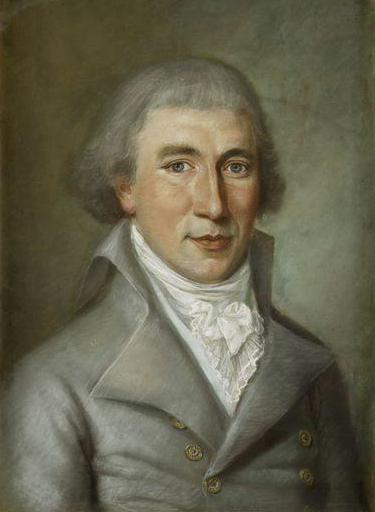
Georg Arnold Jacobi, um 1784

Johann Georg Arnold Jacobi, Rufname George (* 21. März 1768 in Düsseldorf; † 20. März 1845 ebenda), war ein deutscher Jurist, Verwaltungsbeamter, Autor und Gutsbesitzer. Besondere Bedeutung hatte sein Wirken für die Stadtentwicklung und Stadtplanung Düsseldorfs zu Beginn des 19. Jahrhunderts.

## Leben

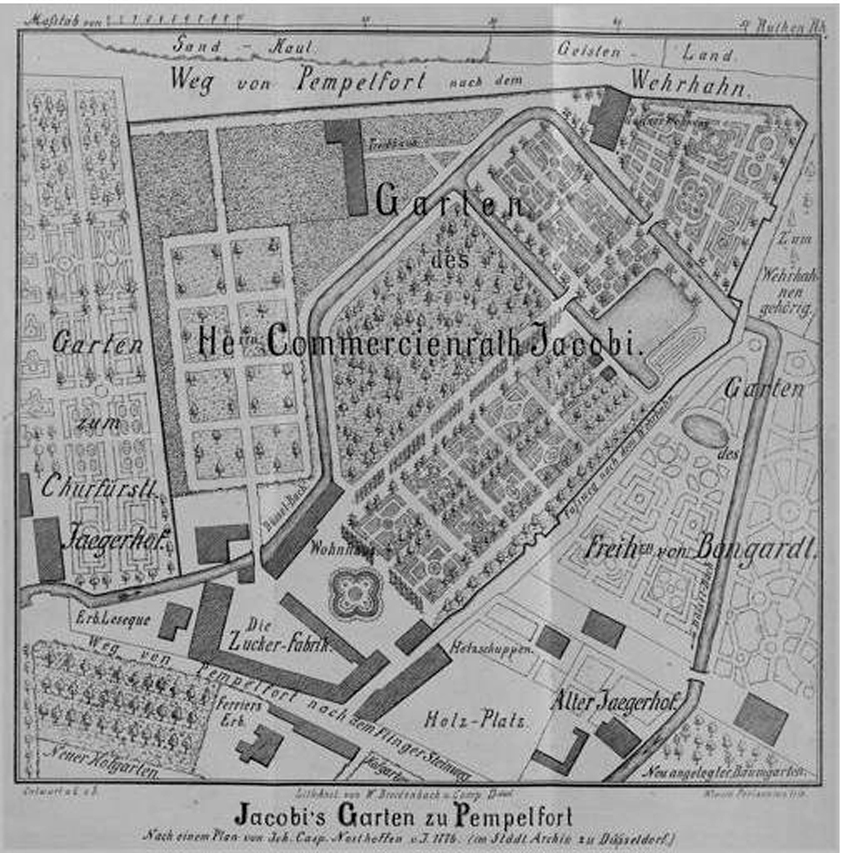
Jacobis Garten zu Pempelfort, 1776

Jacobi war das dritte von acht Kindern des Düsseldorfer Kaufmanns und Philosophen Friedrich Heinrich Jacobi aus dessen Ehe mit Helene Elisabeth „Betty“ von Clermont. Die Familie war seit 1736 in Düsseldorf ansässig, nachdem Jacobis Großvater, der Kaufmann Johann Konrad Jacobi, sich dort niedergelassen und 1766 eine Zuckerfabrikation begonnen hatte. Seine Kindheit verbrachte Jacobi im elterlichen Haus in Düsseldorf-Pempelfort, einem 1747 vom Großvater erworbenen stattlichen Gutsbesitz mit ausgedehnten barocken Gartenanlagen vor den Toren der Stadt, unweit des Alten Hofgartens.
Durch die bildungsinteressierten Eltern und deren Gesellschaftskreise, zu denen der Dichter Johann Wolfgang von Goethe gehörte, genoss Jacobi eine Erziehung im Geiste der Aufklärung. Er galt als schwer erziehbares Kind. Zusammen mit seinem älteren Bruder Johann Friedrich lebte er für längere Zeit im Hause des Dichters Matthias Claudius, eines Freundes des Vaters, in Darmstadt und Wandsbek. Zwischen 1780 und 1784 wohnte er bei der Fürstin Amalie von Gallitzin, einer engen Freundin der Eltern und seiner Tanten, in Münster. Die Fürstin selbst, die vom Bildungsideal Jean-Jacques Rousseaus inspiriert war, unterrichtete ihn, ihren Sohn Demetrius und ihre Tochter Marianne (später Ehefrau von Jacobis Hausfreund Franz Wilhelm zu Salm-Reifferscheidt) in Latein, Griechisch, Englisch, Französisch, Deutsch, Geschichte, Erdkunde und Mathematik. Außerdem besuchte er das Gymnasium Paulinum. 1785 begann er ein Studium der Rechtswissenschaft. Hierzu schrieb er sich an der Georg-August-Universität Göttingen, wo ab 1788 Wilhelm von Humboldt sein Kommilitone war, und an der Ruprecht-Karls-Universität Heidelberg ein. In den Jahren 1791 und 1792 unternahm er als Begleiter von Friedrich Leopold zu Stolberg-Stolberg und Georg Heinrich Ludwig Nicolovius Reisen in die Schweiz und nach Italien. Berichte darüber veröffentlichte er in den Jahren 1796 bis 1797.
Auf Betreiben des Vaters, dem Goethe widerstrebend folgte, verlieh Carl August von Sachsen-Weimar Jacobi 1793 den Titel herzoglich sachsen-weimarischer Regierungsrat. Von 1793 bis 1794 arbeitete er als Amtmann der reichsunmittelbaren Grafschaft Wickrath und vertrat deren Belange als Deputierter beim Kreistag in Köln. Am 1. Mai 1794 heiratete er in Vaals bei Aachen Caroline von Clermont (1772–1795), seine Cousine und Schwester der Ehefrau seines Bruders Johann Friedrich, die nach einjähriger Ehe starb. Aus dieser Ehe, die das Paar in Wickrath und Aachen verbrachte, ging ein Sohn hervor. In zweiter Ehe heiratete er am 29. Juli 1796 in Düsseldorf Luise Brinckmann (1776–1845), die Tochter des Hofrats und Leibarztes Johann Peter Brinckmann, die bis zum Jahr 1819 zwölf Kinder gebar. 1799 übernahm Jacobi von seinem Vater den Gutsbesitz in Pempelfort. Dies ermöglichten ihm seine Schwiegereltern, die das Anwesen von Jacobis Vater erwarben. Jacobis Vater war 1794 vor heranrückendem französischen Militär geflohen und hatte sich 1797/1798 dauerhaft in Eutin niedergelassen.
Ab 1797 arbeitete Jacobi in Aachen für die nördliche Generaldirektion der linksrheinischen Gebiete, aus der 1798 das Département de la Roer hervorging. In diesen Behörden bekleidete sein Bruder Johann Friedrich höhere Stellungen. 1798 wurde er Mitglied der Zentraladministration des Département Meuse-Inférieure in Maastricht. 1802 trat Jacobi als Rat der Landesdirektion in pfalzbayerische Dienste und übernahm in Düsseldorf die Leitung der von Kurfürst Maximilian Joseph am 28. Januar 1802 einberufenen „Commission für die Leitung der Bebauungs-Angelegenheiten“. Außerdem kümmerte er sich um Handelsangelegenheiten und um die Rekrutierung von Lehrern für das Düsseldorfer Lyzeum. 1804 stieg er zum Mitglied des Geheimen Rats des Herzogtums Berg auf. Im gleichen Jahr begann er, ein Fürsprecher des Freihandels, sein Land bei den Verhandlungen zum Rheinoctroi zu vertreten. 1805 wurde er Kommissar der „Landeshandlungsbehörde“, der Vorläuferin einer Handelskammer.  Als 1806 das Großherzogtum Berg entstand, wurde er Staatsrat in dessen Regierung. Unter Joachim Murat, Jean Antoine Michel Agar und Jacques Claude Beugnot übernahm er die Verantwortung für den Straßen- und Wasserbau des Großherzogtums. Die von Jacobi über diese Zeiten geführte Baukommission hatte die Aufgabe, die Umgestaltung der im Ersten Koalitionskrieg demolierten Befestigungsanlagen sowie die Stadterweiterung und Verschönerung Düsseldorfs planerisch zu steuern.

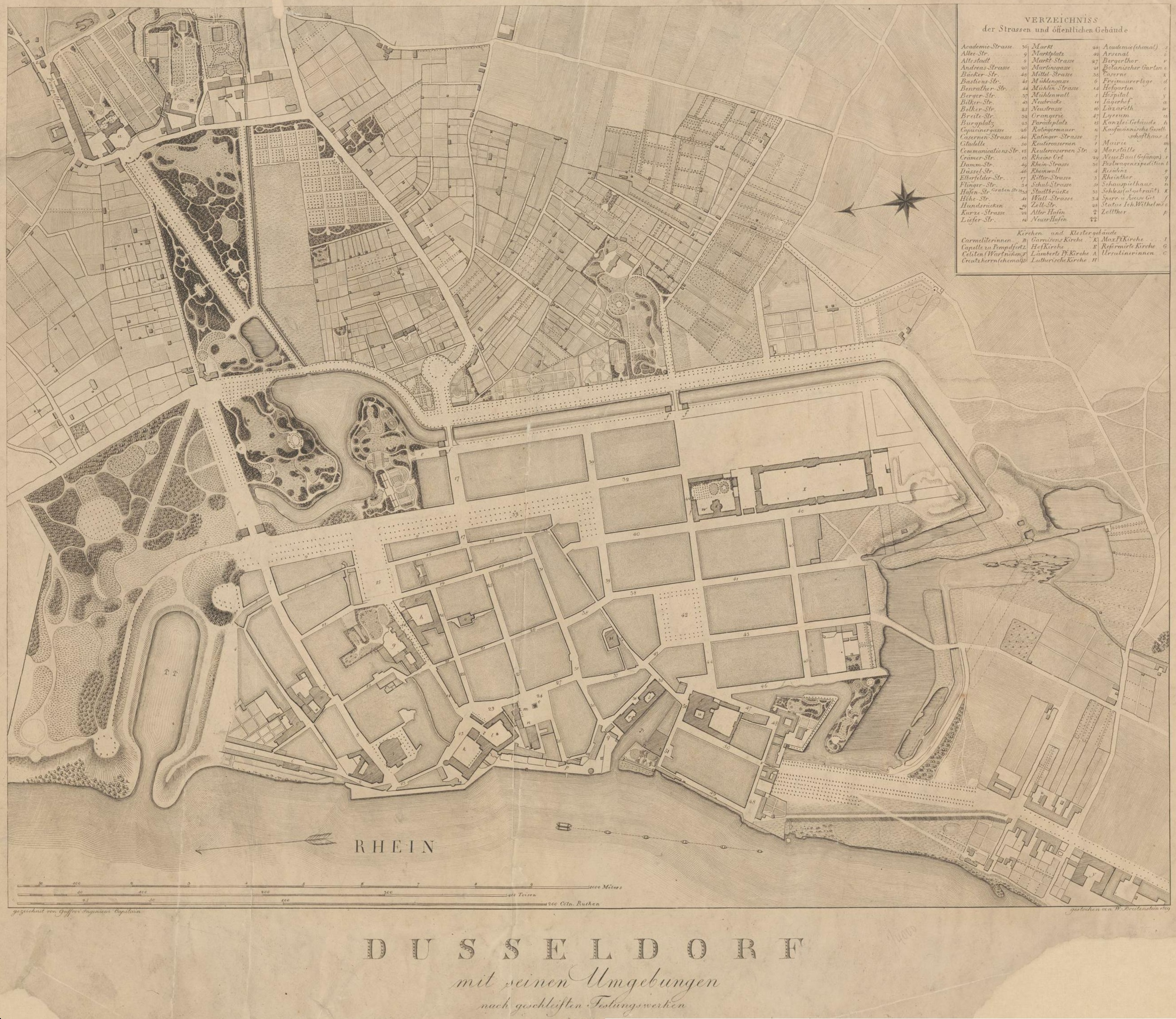
Düsseldorf mit seinen Umgebungen nach geschleiften Festungswerken, Planzeichnung zur Umgestaltung Düsseldorfs aus dem Jahr 1809

Zur Überplanung Düsseldorfs ließ Jacobi den Architekten Adolph von Vagedes, der 1806 aus Münster gekommen war, und den Landschaftsgärtner Maximilian Friedrich Weyhe, den er bereits 1804 als Hofgärtner nach Düsseldorf geholt hatte, Pläne entwickeln, die das Gesicht der Stadt durch klassizistische Bauten, Straßen- und Platzanlagen sowie durch Gärten im Stil des Englischen Landschaftsgartens nachhaltig veränderten. Das bedeutendste Projekt war die Wiederherstellung und Erweiterung des Alten Hofgartens zu einem Volksgarten sowie die Herstellung eines Rings von Grünanlagen und Esplanaden, die im Norden und im Süden der Stadt jeweils bis an den Rhein reichen sollten. Zentrale Projektbestandteile waren dabei Gewässer wie der Sicherheitshafen, die Teiche an der Landskrone, der Stadtgraben, der Cameralweiher und der Spee’sche Graben, gärtnerisch modellierte Anschüttungen wie der Napoleonsberg und der Ananasberg sowie neue Straßenzüge, etwa der Boulevard Napoleon und die Kaiserstraße. Eingebettet in die Planungen waren szenisch angelegte Bauten, beispielsweise das Ratinger Tor und die Goldene Brücke.

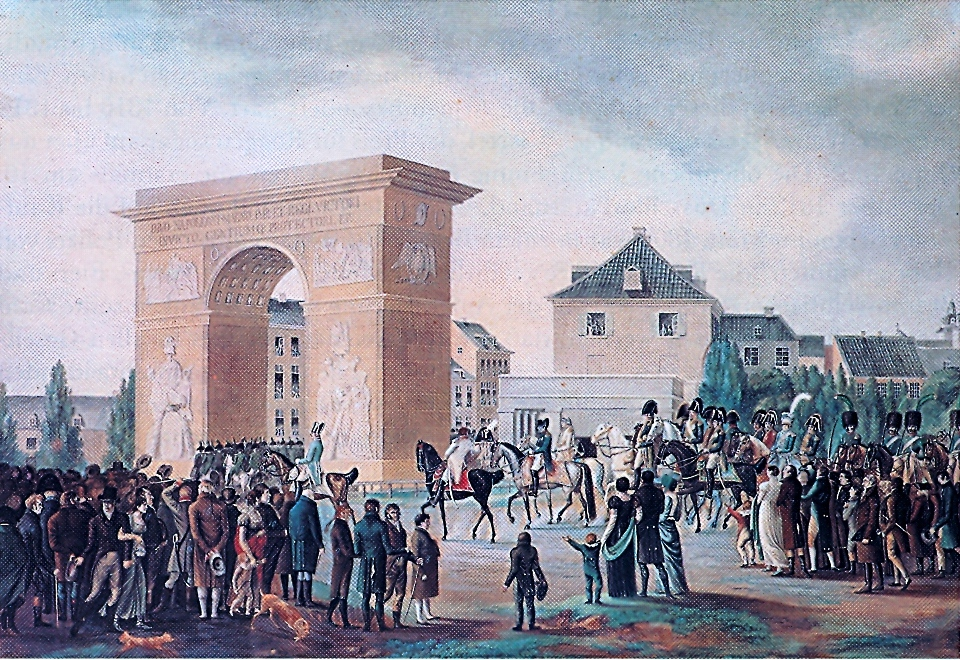
Einzug Napoleons am 2. November 1811 in Düsseldorf, Lithografie von Johann Petersen, 1811

Unterstützung erfuhren Jacobis Konzepte durch Kaiser Napoleon Bonaparte, seit 1809 Regent für den minderjährigen Kaiser-Neffen und bergischen Großherzog Napoléon Louis Bonaparte. Um den Kaiser bei einem geplanten Staatsbesuch im November 1811 gebührend zu empfangen, beauftragte Jacobi seinen Architekten Vagedes mit der Errichtung eines „dem göttlichen Napoleon, dem großen Kaiser und König, dem unüberwindlichen Besieger und Beschützer der Völker“ gewidmeten hölzernen Triumphbogens. Während des Besuchs wurden dem Kaiser auch die Pläne der von Jacobi geleiteten Kommission vorgestellt. Zurückgekehrt nach Paris verfügte Napoleon am 17. Dezember 1811 in einem „Verschönerungsdekret“ finanzielle Mittel aus Grundsteuereinnahmen des Großherzogtums, die zur Realisierung eines Maßnahmenbündels zum Ausbau der bergischen Hauptstadt Düsseldorf zu verwenden waren. Zu den Maßnahmen zählten die Errichtung einer Universität im Düsseldorfer Schloss, die Erweiterung des Alten Hofgartens durch einen Neuen Hofgarten und die Anlage eines Sicherheitshafens am Rhein.
Bereits in einer 1803 veröffentlichten Schrift zur Rheinschifffahrt hatte Jacobi die Bedeutung des Stroms als Handelsweg betont. Jacobis Ideen zur Gründung einer Universität in Düsseldorf ließ sich der Kaiser im Anschluss durch ein ausführliches Gutachten darlegen. Hierzu weilte Jacobi im Sommer 1812 in Paris. Folgerichtig wurde er im März 1816 bei der neu gegründeten Zentralkommission für die Rheinschifffahrt zum „Commissär“ für Preußen ernannt.
Etliche planerische Arbeiten, die durch den Untergang des Großherzogtums im Zuge der Befreiungskriege zum Erliegen gekommen waren, konnte Jacobi nach der Franzosenzeit im Generalgouvernement Berg unter Justus Gruner sowie in der königlich preußischen Regierung in Düsseldorf unter Philipp von Pestel fortsetzen. Dort wurde er 1816 zum Geheimen Regierungsrat ernannt. 1841 schied er aus dem Dienst aus.
In dem Jahr seines Ausscheidens aus dem Berufsleben griff Jacobi, ein Anhänger der Erweckungsbewegung und ein Liebhaber von Liedern Klopstocks, Cramers, Gellerts, Münters und Lavaters, in einen hymnologischen Streit um das Bergische Gesangbuch von 1808 ein, dessen Reformbedarf der evangelisch-lutherische Pfarrer und Kirchenlieddichter Ewald Rudolf Stier in einer scharfen „Anklage“ vorgetragen hatte, und verteidigte in einer 1841 veröffentlichten Schrift die alte Fassung des Gesangbuchs.
Jacobi starb im Alter von fast 77 Jahren auf seinem Pempelforter Gut. Seine Grabstätte findet sich auf dem Nordfriedhof Düsseldorf.

## Nachkommen
Aus der ersten Ehe mit Caroline von Clermont hatte Jacobi einen Sohn:
- Gustav Friedrich Arnold Jacobi (1795–1861), Hauptsteueramtsassistent, ⚭ Anna Carolina Thesmar (1801–1840), Tochter des Bürgermeisters Adam Joseph Thesmar in Sobernheim

Aus der zweiten Ehe mit Luise Brinckmann gingen sechs Söhne und sechs Töchter hervor:
- Albert Jacobi (1799, gestorben nach wenigen Wochen)
- Anna Friederike Luise Julie Auguste Jacobi (1800–1802)
- Amalie Franziska Jacobi (1802–1872), ⚭ Karl Friedrich Wilhelm Focke (1799–1863), königlich preußischer Bergmeister in Essen
- Georg Albano von Jacobi (1805–1874), preußischer Infanterie-General, Militärschriftsteller und Botaniker, ⚭ Ernestine Karoline Elisabeth von Bohlen (1820–1899), u. a. Mutter des späteren Generals Albano von Jacobi
- Emma Luise Auguste Jacobi (1806–1820)
- Karl Benno Eduard Jacobi (1807–1844), Weltumsegler, Kapitän der preußischen Handelsmarine, ertrunken im Hafen von Neufahrwasser bei Danzig
- Victor Friedrich Leopold Jacobi (1809–1892), außerordentlicher Professor der Landwirtschaft in Leipzig, ⚭ Flora Auguste Friederike Heiner, Tochter des evangelischen Pfarrers Friedrich Philipp Albert Heiner
- Helene Clotilde Jacobi (1811–1826)
- Antonie Marie Natalie Jacobi (1812–1837)
- Maria Eleonora Johanna „Laura“ Jacobi (1814–1883), ⚭ Carl Konrad Friedrich Hengstenberg (1806–1892), Pastor und Superintendent in Wetter an der Ruhr, Sohn des reformierten Pastors Johann Heinrich Karl Hengstenberg, Bruder des evangelischen Alttestamentlers Ernst Wilhelm Hengstenberg
- Hermann Sieghard Rudolph Jacobi (1816–1870), Arzt in Elberfeld, ⚭ Magdalene Mathilde Sackreuter (1818–1883), Tochter des lutherischen Pfarrers Karl Ludwig Sackreuter in Naunheim am Main
- Romuald Heinrich Bruno Jacobi (1819–1849), königlich preußischer Landgerichts-Accessist, Emigrant, gestorben als Gastwirt in St. Louis, Vereinigte Staaten, ⚭ Karoline Schochenmeier aus Heilbronn

## Schriften

### Veröffentlichungen
- Briefe aus der Schweiz und Italien. Lübeck und Leipzig, 1796–1797, Band 1 (1796), Band 2 (1797).
- Einige Worte über die Rhein-Schiffahrt. Düsseldorf 1803 (Digitalisat, Google Books).
- Ursprüngliche Verfassung der im Jahre 1800 gestifteten allgemeinen Armenpflege in Düsseldorf. Düsseldorf 1815 (Digitalisat).
- Kurze Bedenken eines Layen zu der offenen Anklage des neueren Bergischen Gesangbuches von dem Herrn Pfarrer Stier, zu Wichlinghausen in Barmen. Düsseldorf 1841 (Digitalisat).

### Schriftlicher Nachlass
- Selbstverfasste Lebensnachrichten. Originalhandschriften bis 1810.
- „Im Allgemeinen und denkwürdig in historischer Beziehung“. Georg Arnold Jacobis Lebenszeugnisse. Edition von autobiografischen Originalhandschriften des Jacobi-Nachlasses am Heinrich-Heine-Institut, Düsseldorf 1842, 1890 ergänzt durch Victor Jacobi, bearbeitet und erneut ediert durch Cornelia Ilbrig, veröffentlicht bei Droste, Düsseldorf 2010 (Webseite (Literatur-Archiv-NRW)).